# 桜木町 (横浜市)

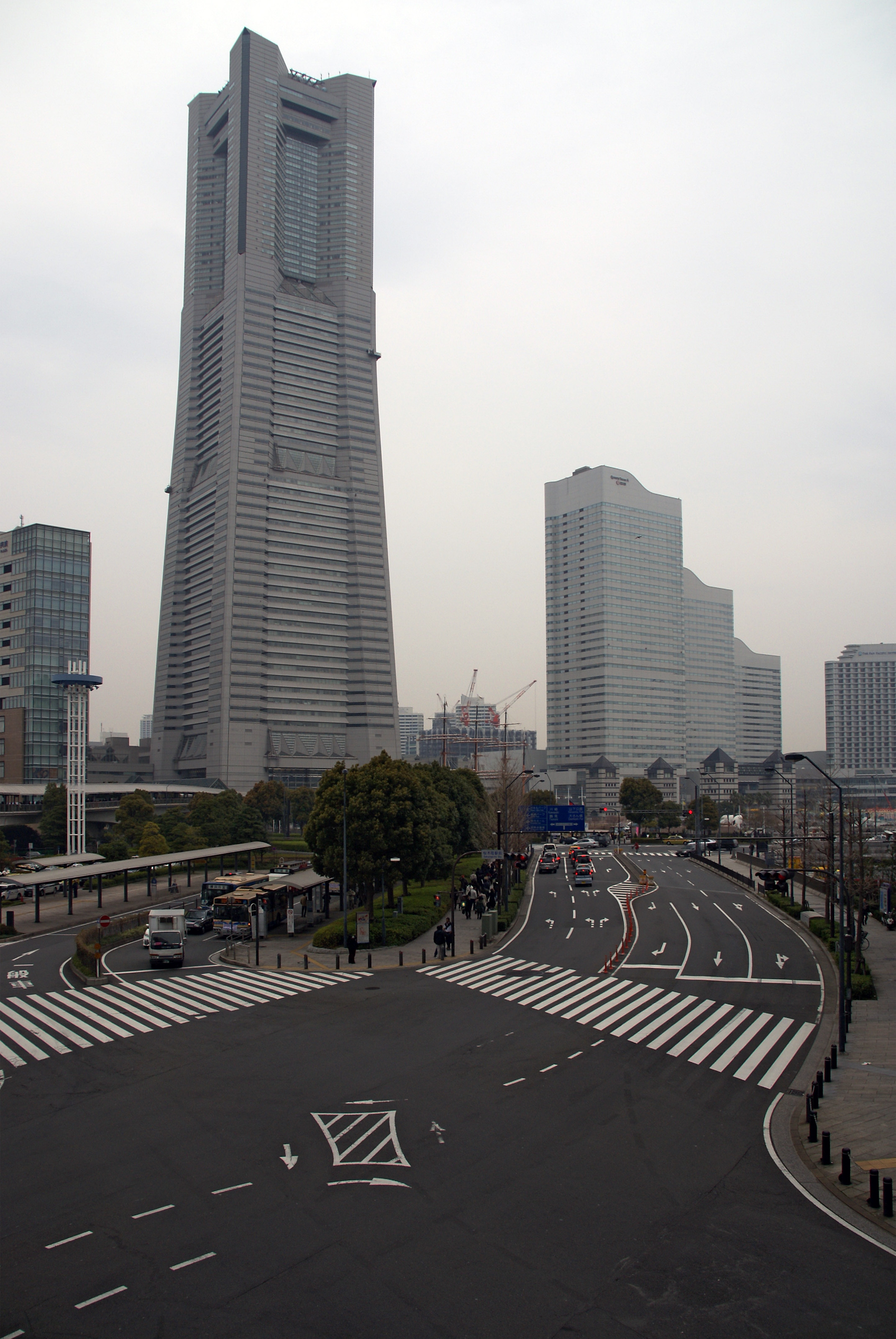
桜木町駅前交差点からみなとみらい地区方面を望む

桜木町（さくらぎちょう）は、神奈川県横浜市の町名。桜木町駅周辺からJR根岸線沿いに北へ高島まで伸びる細長い町域である。現行行政地名は桜木町1丁目から桜木町7丁目（字丁目）で、1〜3丁目は中区、4〜7丁目は西区に属する。

## 概要
もともとは野毛浦先の海面であり、現在の桜木町駅所在地には姥ヶ岩（老婆石とも）と呼ばれた岩があった。
明治初期に、この海面を鉄道用地として埋め立てして造成した。その土地の鉄道用地以外の場所が町並みとなり、また用地と従来の野毛浦との間が河川に転じ「桜木川」と名付けられ、用地の町並みもこの川に沿っていることから「桜木町」と名付けられた。なお、この桜木川はのちに桜川と呼称が変わり、埋め立てられて現存しない（現在の新横浜通り：桜川新道とも呼ばれる）。
桜木町は初代横浜駅があり、初代新橋駅があった汐留と並ぶ日本の鉄道発祥地である。
近年はみなとみらい地区の玄関口として賑わっていたが、2004年のみなとみらい線開業で、みなとみらいの中心部に直行する鉄道ができたことと、東急東横線の横浜 - 桜木町間の廃線により桜木町駅の利用者は以前より少なくなった。しかし、現在もなおJR線・横浜市営地下鉄からのみなとみらい地区への玄関口であり、特に休日には多くの人で賑わっている。
東横線が廃止される日には多くの人がこの桜木町を訪れ、名残を惜しんだ。また、旧東横線高架下の歩道の壁面には、ストリートアートと呼ばれる壁画が一面に描かれていた。これは、横浜出身のロコ・サトシという人物が始めたものと言われている。こういった壁画は当初は落書きとして始まったが、横浜市都市整備局により実験的に公認され、その後「ナショナルアートギャラリー」構想の一環として発展していた。現在は全て新しい壁に作り替えられ、落書きは禁止となっている。
この東横線高架跡には、横浜駅と桜木町駅間の遊歩道（「東横フラワー緑道#関連する遊歩道整備計画」を参照）や紅葉坂およびみなとみらい地区方面への歩行者接続デッキも整備予定である。さらにかつての東横線桜木町駅旧駅舎は2007年9月14日から2010年3月31日まで展示・イベントスペース「創造空間9001」として暫定活用した後に解体（2013年7月取り壊し完了）され、跡地には桜木町駅西口広場が整備されている（2014年7月供用開始、前述の遊歩道整備計画において桜木町駅側の起点に当たる）。
駅前の一等地でありながら長らく駐車場やモデルルームなどの暫定利用にとどまっていた桜木町駅前の区画（みなとみらい地区における28街区）は、テーオーシーによりニューオータニイン横浜プレミアム、コレットマーレ、横浜ブルク13などが入居する複合商業施設「ヒューリックみなとみらい」（旧：TOCみなとみらい）が2010年3月に竣工し、多くの人で賑わっている。

## 歴史
- 1872年（明治5年）

下側中央付近の「停車場」と書かれている所が、横浜駅（初代）。（1881年、明治14年）

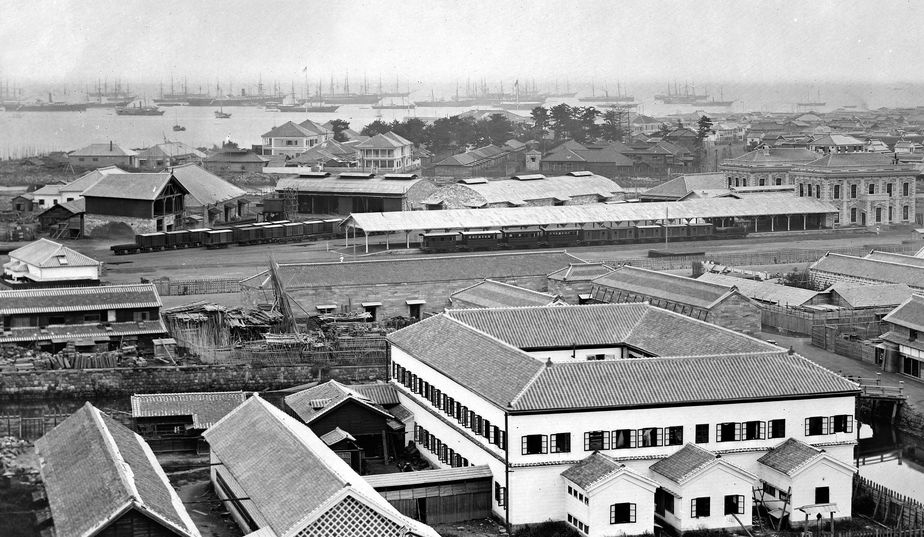
開業当初の横浜駅（初代）

  - 5月：品川 - 横浜間の鉄道工事完了に伴い、鉄道柵外を町並みにして桜木町が起立。
  - 10月10日：大区小区制に伴い第1大区2小区に属す。
  - 10月15日：日本初の鉄道の駅・横浜駅（初代）として現：桜木町駅が開業。
- 1878年（明治11年）7月22日：郡区町村編制法の施行に伴い、横浜区に編入される。
- 1889年（明治22年）4月1日：横浜区の市制施行に伴い、横浜市に編入。
- 1904年（明治37年）7月15日：横浜電気鉄道（のちの横浜市電）、神奈川 - 大江橋間開通（大江橋は桜木町駅前の大岡川に架かる橋）。
- 1914年（大正3年）12月20日：東海道本線の横浜駅折り返し運転が不便なため、路線変更により横浜駅（二代目）が西区高島町付近に移転するとともに、横浜駅（初代）を桜木町駅に改称。
- 1927年（昭和2年）10月1日：横浜市の区制施行に伴い、中区に編入。
- 1932年（昭和7年）3月31日：東京横浜電鉄（現：東京急行電鉄）東横線、横浜 - 桜木町間が延伸開業。
- 1944年（昭和19年）4月1日：太平洋戦争下の防空関係により、戸部警察署管内に置かれていた字4〜7丁目が西区へ分区編入される。
- 1951年（昭和26年）4月24日：国鉄桜木町駅付近で車輌火災、死者106人（桜木町事故）。
- 1964年（昭和39年）5月19日：国鉄根岸線の桜木町 - 磯子間が開業[6]。
- 1966年（昭和41年）5月1日：住居表示の実施に伴い、町域の一部を高島二丁目、平沼一丁目、戸部本町へ編入し、表高島町、高島通の各一部を編入する[7]。
- 1968年（昭和43年）：桜木町ゴールデンセンターが開業（現：ぴおシティ）。
- 1972年（昭和47年）3月31日：横浜市電全廃[8]。
- 1976年（昭和51年）：横浜市営地下鉄3号線（ブルーライン）、関内 - 横浜間が延伸開業。
- 1989年（平成元年）：
  - 市制100周年、開港130周年記念式典〜YES'89〜桜木町駅隣接の旧東横浜貨物駅を含むみなとみらい21地区にて開催。
  - 10月2日：住居表示の実施に伴い、中区桜木町の一部を西区みなとみらい二丁目に編入する[9]。
- 1997年（平成9年）6月：日石横浜ビルが完成。
- 1999年（平成11年）：野毛ちかみちが開通。
- 2004年（平成16年）1月31日：東急東横線の横浜 - 桜木町間が廃止。
- 2010年（平成22年）3月19日：桜木町駅前に複合ビル「TOCみなとみらい」（現：ヒューリックみなとみらい）が開業。
- 2014年（平成26年）7月16日：桜木町駅（根岸線高架下）に商業施設「CIAL（シァル）桜木町」が開業[10][11]。

## 面積
面積は以下の通りである。
| 区   | 面積 (km²) |
| ---- | ---------- |
| 中区 | 0.176      |
| 西区 | 0.086      |
| 計   | 0.262      |

## 世帯数と人口
2025年（令和7年）6月30日現在（横浜市発表）の世帯数と人口は以下の通りである。1丁目と2丁目は人口0人のため省略する。
| 区   | 丁目        | 世帯数    | 人口    |
| ---- | ----------- | --------- | ------- |
| 中区 | 桜木町3丁目 | 13世帯    | 23人    |
| 西区 | 桜木町4丁目 | 403世帯   | 533人   |
| 西区 | 桜木町5丁目 | 101世帯   | 173人   |
| 西区 | 桜木町6丁目 | 158世帯   | 178人   |
| 西区 | 桜木町7丁目 | 489世帯   | 604人   |
| 西区 | 西区 計     | 1,151世帯 | 1,488人 |
|      |             |           |         |
|      | 桜木町 計   | 1,164世帯 | 1,511人 |

### 人口の変遷
国勢調査による人口の推移。なお、中区と西区の合計となる。
| 年                 | 人口  |
| ------------------ | ----- |
| 1995年（平成7年）  | 252   |
| 2000年（平成12年） | 437   |
| 2005年（平成17年） | 719   |
| 2010年（平成22年） | 1,144 |
| 2015年（平成27年） | 1,446 |
| 2020年（令和2年）  | 1,587 |

### 世帯数の変遷
国勢調査による世帯数の推移。なお、中区と西区の合計となる。
| 年                 | 世帯数 |
| ------------------ | ------ |
| 1995年（平成7年）  | 123    |
| 2000年（平成12年） | 263    |
| 2005年（平成17年） | 506    |
| 2010年（平成22年） | 853    |
| 2015年（平成27年） | 1,135  |
| 2020年（令和2年）  | 1,251  |

## 学区
市立小・中学校に通う場合、学区は以下の通りとなる（2023年4月時点）。
| 区   | 丁目        | 番地 | 小学校             | 中学校                 |
| ---- | ----------- | ---- | ------------------ | ---------------------- |
| 中区 | 桜木町1丁目 | 全域 | 横浜市立本町小学校 | 横浜市立横浜吉田中学校 |
| 中区 | 桜木町2丁目 | 全域 | 横浜市立本町小学校 | 横浜市立横浜吉田中学校 |
| 中区 | 桜木町3丁目 | 全域 | 横浜市立本町小学校 | 横浜市立横浜吉田中学校 |
| 西区 | 桜木町4丁目 | 全域 | 横浜市立本町小学校 | 横浜市立横浜吉田中学校 |
| 西区 | 桜木町5丁目 | 全域 | 横浜市立本町小学校 | 横浜市立横浜吉田中学校 |
| 西区 | 桜木町6丁目 | 全域 | 横浜市立本町小学校 | 横浜市立横浜吉田中学校 |
| 西区 | 桜木町7丁目 | 全域 | 横浜市立本町小学校 | 横浜市立横浜吉田中学校 |

## 事業所
2021年現在の経済センサス調査による事業所数と従業員数は以下の通りである。
| 丁目        | 事業所数  | 従業員数 |
| ----------- | --------- | -------- |
| 桜木町1丁目 | 301事業所 | 10,761人 |
| 桜木町2丁目 | 27事業所  | 468人    |
| 桜木町3丁目 | 39事業所  | 479人    |
| 桜木町4丁目 | 18事業所  | 233人    |
| 桜木町5丁目 | 12事業所  | 218人    |
| 桜木町6丁目 | 7事業所   | 501人    |
| 桜木町7丁目 | 26事業所  | 431人    |
| 計          | 430事業所 | 13,091人 |

### 事業者数の変遷
経済センサスによる事業所数の推移。
| 年                 | 事業者数 |
| ------------------ | -------- |
| 2016年（平成28年） | 434      |
| 2021年（令和3年）  | 430      |

### 従業員数の変遷
経済センサスによる従業員数の推移。
| 年                 | 従業員数 |
| ------------------ | -------- |
| 2016年（平成28年） | 12,350   |
| 2021年（令和3年）  | 13,091   |

## 交通

### 鉄道
- 桜木町駅
  - 東日本旅客鉄道（JR東日本）根岸線
  - 横浜市営地下鉄ブルーライン（3号線）

### 道路
- 国道1号
- 国道16号
- 国道133号
- 平戸桜木道路

## 施設
- 1丁目
- CIAL桜木町
- ヒューリックみなとみらい（旧：TOCみなとみらい）
  - コレットマーレ
  - 横浜ブルク13
  - ニューオータニイン横浜プレミアム
- ぴおシティ
- クロスゲート
  - 横浜桜木町ワシントンホテル
- 日石横浜ビル
- 富士ソフト本社
- 横浜桜木郵便局
- 県民共済プラザビル
- 鉄道発祥の地 記念碑
- 動く歩道
2丁目
- 横浜市健康福祉総合センター
7丁目
- 八洲学園大学
- 神奈川都市交通

## その他

### 日本郵便
- 集配担当する郵便局と郵便番号は以下の通りである[21]。

| 町丁        | 郵便番号 | 郵便局       |
| ----------- | -------- | ------------ |
| 桜木町1丁目 | 231-0062 | 横浜港郵便局 |
| 桜木町2丁目 | 231-0062 | 横浜港郵便局 |
| 桜木町3丁目 | 231-0062 | 横浜港郵便局 |
| 桜木町4丁目 | 220-0021 | 神奈川郵便局 |
| 桜木町5丁目 | 220-0021 | 神奈川郵便局 |
| 桜木町6丁目 | 220-0021 | 神奈川郵便局 |
| 桜木町7丁目 | 220-0021 | 神奈川郵便局 |

### 警察
町内の警察の管轄区域は以下の通りである。
| 丁目        | 番・番地等 | 警察署         | 交番・駐在所 |
| ----------- | ---------- | -------------- | ------------ |
| 桜木町1丁目 | 全域       | 伊勢佐木警察署 | 桜木町交番   |
| 桜木町2丁目 | 全域       | 伊勢佐木警察署 | 桜木町交番   |
| 桜木町3丁目 | 全域       | 伊勢佐木警察署 | 桜木町交番   |
| 桜木町4丁目 | 全域       | 戸部警察署     | 高島交番     |
| 桜木町5丁目 | 全域       | 戸部警察署     | 高島交番     |
| 桜木町6丁目 | 全域       | 戸部警察署     | 高島交番     |
| 桜木町7丁目 | 全域       | 戸部警察署     | 高島交番     |